# بخش بارگار
بخش بارگار (به انگلیسی: Bargarh district) یک بخش در هند است که در اودیسا واقع شده‌است. بخش بارگار ۵٬۸۳۷ کیلومتر مربع مساحت و ۱٬۴۷۸٬۸۳۳ نفر جمعیت دارد.